# Wolverhampton Airport
Wolverhampton Airport (engelska: Wolverhampton Halfpenny Green Airport, Halfpenny Green Airport) är en flygplats i Storbritannien.   Den ligger i grevskapet Staffordshire och riksdelen England, i den södra delen av landet, 180 km nordväst om huvudstaden London. Wolverhampton Airport ligger 82 meter över havet.
Terrängen runt Wolverhampton Airport är platt. Runt Wolverhampton Airport är det tätbefolkat, med 369 invånare per kvadratkilometer. Närmaste större samhälle är Wolverhampton, 12,1 km nordost om Wolverhampton Airport. Trakten runt Wolverhampton Airport består till största delen av jordbruksmark.